# Асаф Джах VI
Мир Махбуб Али Хан (англ. Mir Mahboob Ali Khan, телугу మీర్ మహబూబ్ ఆలీ ఖాన్, урду میر محبوب علی خان‎), Асаф Джах VI (англ. Asaf Jah VI; 17 августа 1866, Хайдарабад, Хайдарабадское княжество, Британская Индия — 29 августа 1911, там же) — 6-й низам уль-мульк Хайдарабада, кавалер Большого креста ордена Бани, кавалер великий командор Высочайшего ордена Звезды Индии.

## Биография
Мир Махбуб Али Хан родился 17 августа 1866 года во дворце Пурани Хавели в Хайдарабаде. Он был единственным выжившим сыном низама Асафа Джаха V. После смерти отца, 6 марта 1869 года, когда ему было два года и семь месяцев, он стал шестым низамом из династии Асаф-Джахи. Регентами при несовершеннолетнем правителе были Мир Тураб Али Хан, Салар Джунг I и Наваб Рашид-ад-дин Хан Шамс-уль-Умра III. Шамс-уль-Умра III умер 12 декабря 1881 года, и Салар Юнг I остался единственным регентом. Он исполнял свои обязанности до своей смерти 8 февраля 1883 года.
Особое внимание регентом уделялось образованию Махбуб Али Хана. Обучение велось на английском языке. Наставником низама был назначен офицер британской армии, капитан Джон Клерк, прекрасно владевший арабским, фарси и урду языками. Также большое влияние на воспитание Асаф Джаха VI оказала личность и благородный образ жизни самого регента Салар Джунга I.
Став совершеннолетним, Асаф Джах VI приступил к самостоятельному правлению. Особенной страстью низама были одежда и автомобили. Его коллекция одежды была одной из самых больших в мире в то время, а гардероб занимал целое крыло во дворце. Он никогда не надевал одну и туже одежду дважды. Им был приобретён алмаз Джекоба, ставший главным украшением сокровищницы правителей Хайдарабада. В настоящее время этот бриллиант принадлежит правительству Индии.
Во время правления Асафа Джаха VI в Хайдарабадском княжестве вместо фарси официальным языком был объявлен уруду. Тогда же была издана первая марка и основана местная почтовая служба, проведены электричество и первая железная дорога. Особое внимание низам уделял развитию садов и парков. При нём в Хайдарабаде установилась традиция трижды в день давать залп из пушки: утром, в полдень и вечером.
При шестом низаме Хайдарабада были основаны медресе Алия, университет и обсерватория Низама, построены мечеть Чарминар, дворец Фалакнума, ратуша Хайдарабада и мемориальный приют Виктории. В народе ему приписывалась чудодейственная способность исцелять от укуса змеи.
Асаф Джах VI запретил обряд сати — сожжение вдов вместе с их умершими мужьями. Учредил полицию и пенитенциарную службу. Провёл законодательную реформу, даровав подданным конституцию. При нём поднялся уровень медицинского обслуживания населения, чему во многом содействовали как щедрость самого низама, так и профессионализм его главного врача Арасту Яр Джунга, которому он даровал дворянский титул.
Асаф Джах VI был женат на Амат-уз-Захрунниса Бегум. Он имел семь сыновей и шесть дочерей. Низам умер 29 августа 1911 года во дворце Фалакнума и был похоронен в мечети Мекка в Хайдарабаде.

## Титулы и награды
Титулы
- полный титул: Наваб Бахадур Сираджуд Даулах, генерал-лейтенант Его высочество Рустам-и-Дауран, Арусту-и-Заман, Уаль Мамалюк, Асаф Джах VI, Музаффар уль-Мамалюк, Низам уль-Мульк, Низам уд-Даула, Наваб Мир Сир Махбуб Али Хан Бахадур, Сипах Салар, Фатх Джанг, Низам Хайдарабада, кавалер Большого креста наипочтеннейшего ордена Бани, кавалер великий командор высочайшего ордена Звезды Индии, достопочтенный генерал-лейтенант армии.
- с 1866 по 1869: сахибзада Мир Махбуб Али Хан Сиддики Бахадур;
- с 1869 по 1877: Его высочество Рустам-и-Дауран, Арусту-и-Заман, Уаль Мамалюк, Асаф Джах VI, Музаффар уль-Мамалюк, Низам уль-Мульк, Низам уд-Даула, Наваб Мир Сир Махбуб Али Хан Бахадур, Сипах Салар, Фатх Джанг, Низам Хайдарабада;
- с 1877 по 1884: Его высочество Рустам-и-Дауран, Арусту-и-Заман, Уаль Мамалюк, Асаф Джах VI, Музаффар уль-Мамалюк, Низам уль-Мульк, Низам уд-Даула, Наваб Мир Сир Махбуб Али Хан Сиддики Бахадур, Сипах Салар, Фатх Джанг, Низам Хайдарабада;
- с 1884 по 1902: Его высочество Рустам-и-Дауран, Арусту-и-Заман, Уаль Мамалюк, Асаф Джах VI, Музаффар уль-Мамалюк, Низам уль-Мульк, Низам уд-Даула, Наваб Мир Сир Махбуб Али Хан Бахадур, Сипах Салар, Фатх Джанг, Низам Хайдарабада, кавалер великий командор высочайшего ордена Зведы Индии;
- с 1902 по 1910: Его высочество Рустам-и-Дауран, Арусту-и-Заман, Уаль Мамалюк, Асаф Джах VI, Музаффар уль-Мамалюк, Низам уль-Мульк, Низам уд-Даула, Наваб Мир Сир Махбуб Али Хан Бахадур, Сипах Салар, Фатх Джанг, Низам Хайдарабада, кавалер великий командор высочайшего ордена Зведы Индии, кавалер Большого креста наипочтеннейшего ордена Бани;
- с 1910 по 1911: генерал-лейтенант Его высочество Рустам-и-Дауран, Арусту-и-Заман, Уаль Мамалюк, Асаф Джах VI, Музаффар уль-Мамалюк, Низам уль-Мульк, Низам уд-Даула, Наваб Мир Сир Махбуб Али Хан Бахадур, Сипах Салар, Фатх Джанг, Низам Хайдарабада, кавалер великий командор высочайшего ордена Зведы Индии, кавалер Большого креста наипочтеннейшего ордена Бани.

Награды
- с 1902 года кавалер Большого креста ордена Бани;
- с 1884 года кавалер великий командор ордена Звезды Индии;
- с 1911 года кавалер Большого креста ордена Красного орла;
- медаль императрицы Индии[англ.] (1877);
- медаль коронации Эдуарда VII (1903);
- золотая медаль Кайсар-и-Хинд[англ.].